# Липчановка
Липча́новка (укр. Липчанівка), село,
Бригадировский сельский совет,
Изюмский район,
Харьковская область.
Код КОАТУУ — 6322881503. Население по переписи 2001 года составляет 976 (454/522 м/ж) человек.

## Географическое положение
Село Липчановка находится на левом берегу реки Мокрый Изюмец, вытянуто вдоль русла реки на 5 км, выше по течению на расстоянии в 3 км расположено село Чистоводовка, ниже по течению в 2-х км расположено село Федоровка, на противоположном берегу — село Кунье.

## Экономика
- Молочно-товарная и большая птице-товарная ферма.
- Частное сельскохозяйственное предприятие «Дружба».

## Объекты социальной сферы
- Две школы.

## Достопримечательности
- Братская могила советских воинов и партизан. Похоронено 8 воинов.
- Храм святителя Николая Чудотворца. Построен из дерева.